# Cambes-en-Plaine
Cambes-en-Plaine è un comune francese di 1 460 abitanti situato nel dipartimento del Calvados nella regione della Normandia.

## Società

### Evoluzione demografica
Abitanti censiti